# Уолласи
Уолласи — город в Англии, административный центр района Уиррал. По переписи 2011 года в городе насчитывалось 60 284 человека.

## Этимология
Название «Уолласи» происходит от германского слова Walha, означающего «бритт», «валлиец», от которого также произошло название Уэльс. Суффикс «-ey» обозначает остров или сушу. Изначально возвышенность, которую сейчас занимает Уолласи, была отделена от остальной части Уиррала ручьём, известным как Уоллеси-Пул (который позже стал доками), болотистыми районами Бидстон-Мосс и Лисоу и песчаными дюнами вдоль побережья.

## История

### Ранняя история

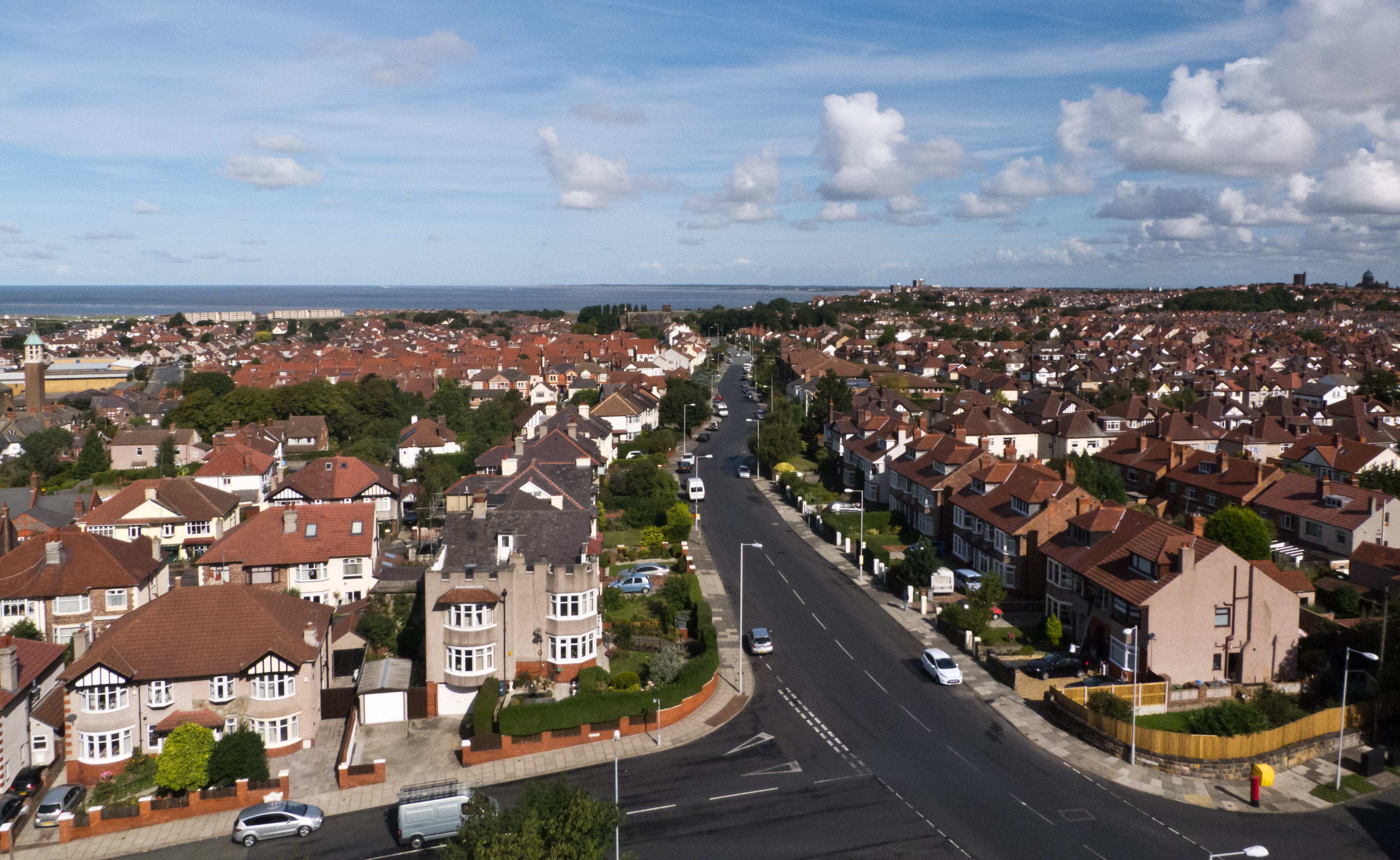
Вид с вершины церковной башни Святой Хиларии на Клермонт-роуд

До XIX века эта местность была малонаселённой, и скачки, организованные для графов Дерби на песках в Лисоу в XVI и XVII веках, считаются предшественниками современного Дерби.
На старых картах видно, что главный центр и приходская церковь (Святого Илария) располагались на территории, которая сейчас называется Уоллеси-Виллидж, а небольшие деревушки Лискар, Поултон и Сикомб находились там, откуда время от времени ходили паромы через Мерси. Там также была мельница (на Милл-лейн), а с середины XVIII века — склад пороха или пороховой погреб в Рок-Пойнте, расположенном далеко от застроенных территорий.

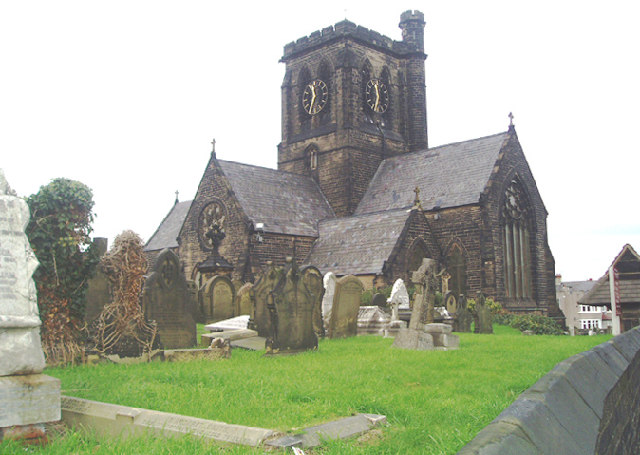
Церковь Святого Хилари

Основными видами деятельности в этом районе были сельское хозяйство и рыболовство. Этот район также был известен контрабандой и «подводными лодками», которые заманивали корабли на скалы или песчаные отмели с помощью фальшфейеров, чтобы разграбить их груз. В городе до сих пор существуют подземные погреба и туннели, в которых прятали награбленное с затонувших кораблей. В 1839 году «Пенсильвания» и два других корабля потерпели крушение у берегов Лисоу во время сильного шторма, а их грузы и имущество позже были распределены между местными жителями.

### XIX век
К началу XIX века береговая линия между Сикомбом и Рок-Пойнтом стала привлекательным местом, куда могли переехать на покой состоятельные торговцы из Ливерпуля и морские капитаны. Примерно в это же время началось развитие Эгремонта, которое ускорилось с появлением паромов, курсировавших через реку. Этот район также выполнял оборонительную функцию, прикрывая растущий Ливерпульский порт. В 1829 году был построен форт Перч-Рок, а в 1858 году — батарея Лискард.
В 1835 году Лискар-Холл был построен другим купцом, сэром Джоном Тобином. Его территория позже стала Центральным парком. Его семья также построила неподалёку «образцовую ферму».

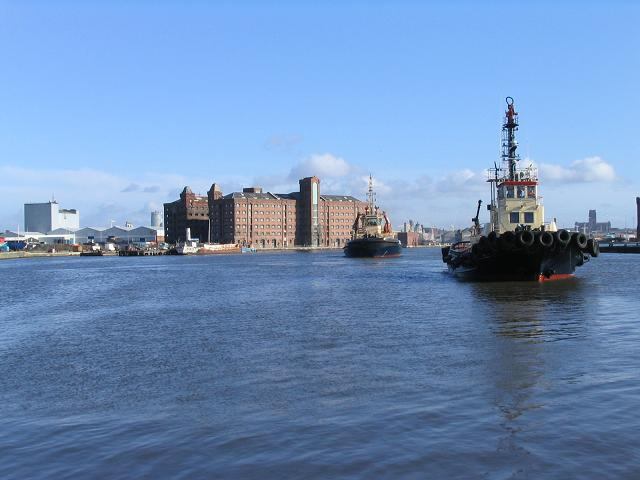
Восточный Плавучий док

С расширением торговли на реке Мерси в период с 1842 по 1847 год в Уолласи-Пул были построены новые доки, и к 1877 году система доков между Уолласи и соседним Биркенхедом была в основном завершена. Территория вокруг доков стала центром машиностроительной промышленности, многие предприятия которой были связаны с судостроением, а также с другими видами деятельности, включая переработку сахара и производство цемента и удобрений. Бидстонский док, последний в этом районе, был открыт в 1933 году, но затоплен в 2003 году.
Во второй половине XIX века Нью-Брайтон стал популярным морским курортом, обслуживающим Ливерпуль и промышленные города Ланкашира, и многие большие дома были переоборудованы в недорогие отели. В 1860-х годах был открыт пирс, а в 1890-х — набережная от Сикомба до Нью-Брайтона. Это сооружение служило как для отдыха, так и для связи между районами, расположенными вдоль устья реки, а позже было расширено на запад в сторону Лисоу.

### XX век
Нью-Брайтонская башня, самая высокая в стране, была открыта в 1900 году, но закрыта в 1919 году и вскоре после этого разобрана. Однако её бальный зал продолжал оставаться крупным концертным залом, где в 1950-х и 1960-х годах проходили многочисленные концерты местных ливерпульских групп, а также других международных звёзд.
После 1886 года, когда была открыта железная дорога Мерси, позволившая добраться до Ливерпуля по туннелю, темпы строительства жилья ускорились, особенно в районах Лискар и Уолласи-Виллидж. Район, который сейчас называется Уолласи, состоит из нескольких отдельных кварталов, которые постепенно слились в единый застроенный район в XIX и начале XX веков. Дальнейший рост продолжался вплоть до 20-го века и в конечном итоге распространился на район Лисоу и далее на Мортон.
Первая в Великобритании школа по дрессировке собак-поводырей, Ассоциация собак-поводырей для слепых, была основана в городе в 1931 году. В честь этого события перед театром «Флорал Павильон» установлена статуя.
В гольф-клубе Уолласи член клуба доктор Фрэнк Стейблфорд разработал систему подсчёта очков Стейблфорда. Впервые она была использована на соревнованиях в 1932 году.
Из-за доков и близости к Ливерпулю в 1940—1941 годах некоторые районы подверглись бомбардировкам с воздуха. После Второй мировой войны популярность Нью-Брайтона как морского курорта резко снизилась, как и использование доков, и Уолласи постепенно превратился в жилой пригород Ливерпуля, Биркенхеда и других городов в этом районе.
The Beatles отыграли несколько своих первых концертов за пределами Ливерпуля в бальном зале «Гросвенор» в Лискарде в 1960 году, а в течение следующих нескольких лет также несколько раз выступали в бальном зале «Тауэр» в Нью-Брайтоне. 12 октября 1962 года они выступали там на разогреве у Литтл Ричарда. Уолласи также был домом для двух других ведущих групп Merseybeat, The Undertakers с участием Джеки Ломакса и Pressmen с участием Ричи Прескотта и Фила Кензи, который позже стал успешным саксофонистом-солистом.
Первое в мире пассажирское судно на воздушной подушке курсировало с июля по сентябрь 1962 года между Лисоу и Рилом в Северном Уэльсе. Местный член парламента Эрнест Марплс в качестве министра транспорта (1959—1964) отвечал за внедрение в Великобритании паркоматов, жёлтых линий и ремней безопасности.
«Солнечный кампус» на Лисоу-роуд был первым в мире зданием, полностью обогреваемым за счёт солнечной энергии. Ранее это была средняя школа Святого Георгия, строительство которой было завершено в 1961 году по проекту Эмсли Моргана. Солнечные панели на этом здании были сняты из-за высокой стоимости, и оно было переименовано.
23 ноября 1981 года Уолласи был поражён торнадо F1/T3 в рамках рекордной по масштабу вспышки торнадо в стране в тот день.